# Petromax
Petromax er et tysk mærke, der oftest forbindes med deres tryk-petroleumslampe, der må siges at være mærkets mest succesrige produkt.[kilde mangler] Deres lamper er synonym med petroleumslampe på kontinentaleuropa på samme måde som 
Tilley lamp er det i Storbritannienog Coleman Lantern er det i USA. Nogle modeller af Petromaxlamper kan producere lys svarende til 400 watt og med en brændetid på otte timer med fuld tank.
Den første lampe blev fremstillet i 1910 af tyskeren Max Graetz (1851–1937) som var leder af metalvarefabrikken Ehrich & Graetz, der udviklede lampen..